# Ascanio Mayone

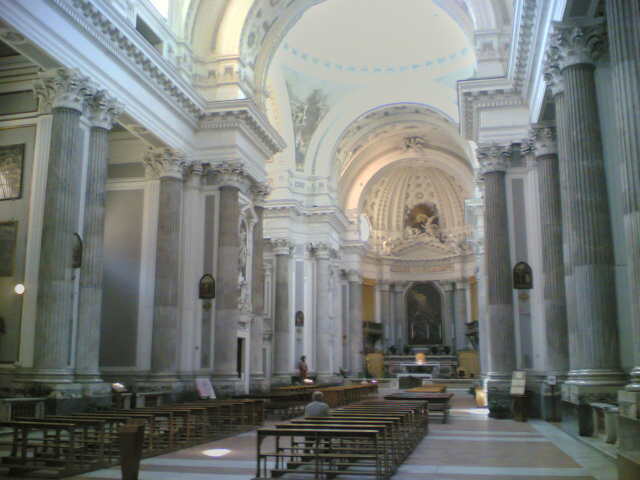
Santissima Annunziata, Napels

Ascanio Mayone (Napels, 1570? – 1627) was een Italiaans componist en leerling van Jean de Macque (ook Giovanni de Macque). Hij was vanaf 1593 organist in de Santissima Annunziata te Napels, vanaf 1621 bovendien 'maestro di cappella'. Daarnaast was hij sinds 1602 organist in de koninklijke kapel van de Spaanse onderkoning, Fernando Ruiz de Castro, de graaf van Lemos. 
Mayone componeerde madrigalen, waarvan het eerste boek in 1590 verscheen, speelde harp, maar heeft zijn bekendheid met name te danken aan zijn klavierwerken, de Primo Libro di diversi Capricci per sonare (1603) en de Secondo Libro uit 1609. Deze verzamelingen bevatten ricercars, canzona's, toccata's en partita's.

## Geselecteerde discografie
- Primo Libro di diversi Capricci per sonare (1603), Francesco Tasini (klavecimbel)(Tactus 571301)
- Secondo Libro di diversi Capricci per sonare (1609), Francesco Tasini (klavecimbel)(Tactus 571302)

- Bibsys: 15043793
- Biblioteca Nacional de España: XX1006223
- Bibliothèque nationale de France: cb13960581k (data)
- CiNii: DA09223591
- Gemeinsame Normdatei: 134458893
- International Standard Name Identifier: 0000 0000 8094 4490
- Library of Congress Control Number: n81089631
- MusicBrainz: 2516e26f-1af2-47f9-ad66-b86c32749226
- Nationale Bibliotheek van Israël: 987007370942705171
- Nederlandse Thesaurus van Auteursnamen: 074118455
- Réseau des bibliothèques de Suisse occidentale: 02-A003577148
- Istituto Centrale per il Catalogo Unico: CFIV125420
- Système universitaire de documentation: 087933470
- Virtual International Authority File: 14965033
- WorldCat: E39PBJkdrjd4DbXvKCtqKb9v73